# 布萊恩·德澤
布萊恩·克里斯多福·德澤（英語：Brian Christopher Deese，1978年2月17日—），是一位美國經濟和政治顧問，曾在喬·拜登總統領導下擔任第13任白宮國家經濟委員會主任
。 他也曾擔任巴拉克·歐巴馬總統的高級顧問。在歐巴馬政府早期，德澤擔任行政管理和預算局副主任和代理主任，並在後來擔任國家經濟委員會副主任和主任。此外，德澤也是貝萊德永續投資全球主管。